# Brigitta Pinkusowna Kowarskaja

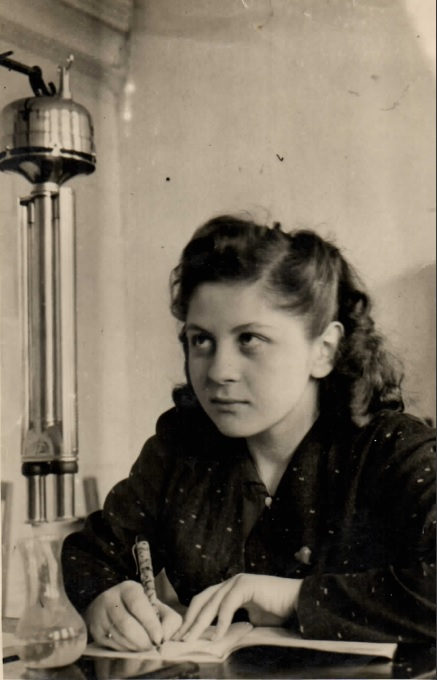
Brigitta Kowarskaja geb. Orenstein (1947)

Brigitta Pinkusowna (Petrowna) Kowarskaja geb. Orenstein (russisch Бриги́тта Пи́нкусовна (Петро́вна) Кова́рская урождённая Оренштейн; * 7. März 1930 in Kischinau; † 7. Januar 1998 ebenda) war eine sowjetisch-moldauische Physikerin und Informatikerin.

## Leben
Brigitta Orenstein, Tochter des Buchhalters Pinkus Abramowitsch Orenstein (bzw. Orinstein, Ornstein) und seiner Frau Bljuma Perezowna (Berta Petrowna) Manzowitsch, wuchs auf einem einsamen Hof auf zusammen mit Samuil Dawidowitsch Tscherwinski, deren Großväter Teilhaber einer Apotheke waren. Während des Deutsch-Sowjetischen Krieges kamen Brigitta Orensteins Großeltern mütterlicherseits im Ghetto Kischinau ums Leben, während Brigitta mit ihren Eltern in der Evakuierung in Semipalatinsk den Krieg überlebte und im August 1944 nach Kischinau zurückkehrte. Sie schloss dort die Mittelschule Nr. 6 mit einer Goldmedaille ab und studierte dann an der Physikalisch-Mathematischen Fakultät der Moldauischen Staatlichen Universität in Kischinau mit Abschluss 1952. 1952 heiratete sie den Physiker Wiktor Anatoljewitsch Kowarski.
1952–1964 unterrichtete Brigitta Kowarskaja Mathematik und Physik an der Mittelschule und an der Fachschule für Handel und Technik. 1964–1968 war sie Dozentin am Physik-Lehrstuhl der Kischinauer Landwirtschaftshochschule und 1968–1979 an der Kischinauer Polytechnischen Hochschule. Daneben war sie Aspirantin bei Isaak B. Bersuker in der Abteilung für Quantenchemie des Instituts für Chemie der Moldauischen Akademie der Wissenschaften und wurde 1969 von der Universität Vilnius mit ihrer Kandidat-Dissertation Elektronenstruktur und die Eigenschaften quadratisch-planarer Komplexe zur Kandidatin der physikalisch-mathematischen Wissenschaften promoviert. 1979–1985 arbeitete sie als Oberassistentin in der Abteilung für Informatik des Instituts für Mathematik der Moldauischen Akademie der Wissenschaften und 1985–1998 als Oberassistentin im Institut für Geschichte der Moldauischen Akademie der Wissenschaften.
Brigitta Kowarskaja verfasste das illustrierte Buch Strick- und Häkelmuster (1986 und 1988), ein Register der Periodica und Serienwerke der Sowjetunion zur Mathematik und den angrenzenden Gebiete (1987), Stickerei (1988 und 1989), Stricken für Kinder (1989), das Lehrbuch Physik in Aufgaben (1993) und das biografisch-bibliografische Handbuch Academicieni din Basarabia şi Transnistria: A doua jumătate a sec. al 19-lea — prima jumătate a sec. al 20-lea über die Akademie-Mitglieder aus Bessarabien und Transnistrien des 19. und beginnenden 20. Jahrhunderts (1996). Daneben veröffentlichte sie Arbeiten zur Informatik und Theoretischen Physik sowie viele Aufsätze zur Geschichte der Wissenschaften in Bessarabien und Moldau. Sie erstellte biografische Sammelwerke über die bessarabischen Gelehrten des 19. und beginnenden 20. Jahrhunderts. In den 1990er Jahren veröffentlichte sie Arbeiten zur Geschichte des bessarabischen Judentums.
Mit ihrem Mann Wiktor Kowarski hatte Brigitta Kowarskaja zwei Kinder, den Physiker und Elektroniker Jewgeni (* 1953) und die Kinderärztin und Neuropathologin Larissa (1958–1990). Der Mediziner Emmanuil Ornstein ist ihr Vetter.